# Nanshan (Shenzhen)

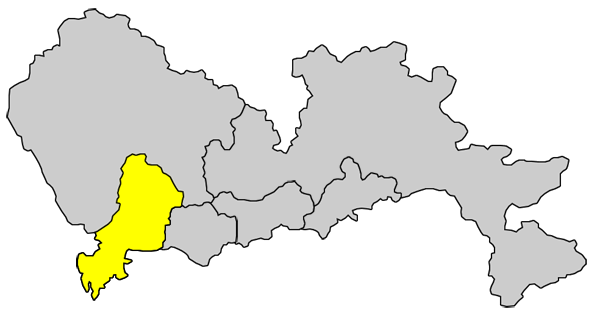
Położenie dzielnicy Nanshan

Nanshan – jedna z siedmiu dzielnic Shenzhen, w prowincji Guangdong, w Chińskiej Republice Ludowej. Powierzchnia dzielnicy wynosi 151 km² i jest zamieszkana przez 2 200 000 mieszkańców.
Znajduje się tu park tematyczny Window of the World.